# Bruno Mantovani

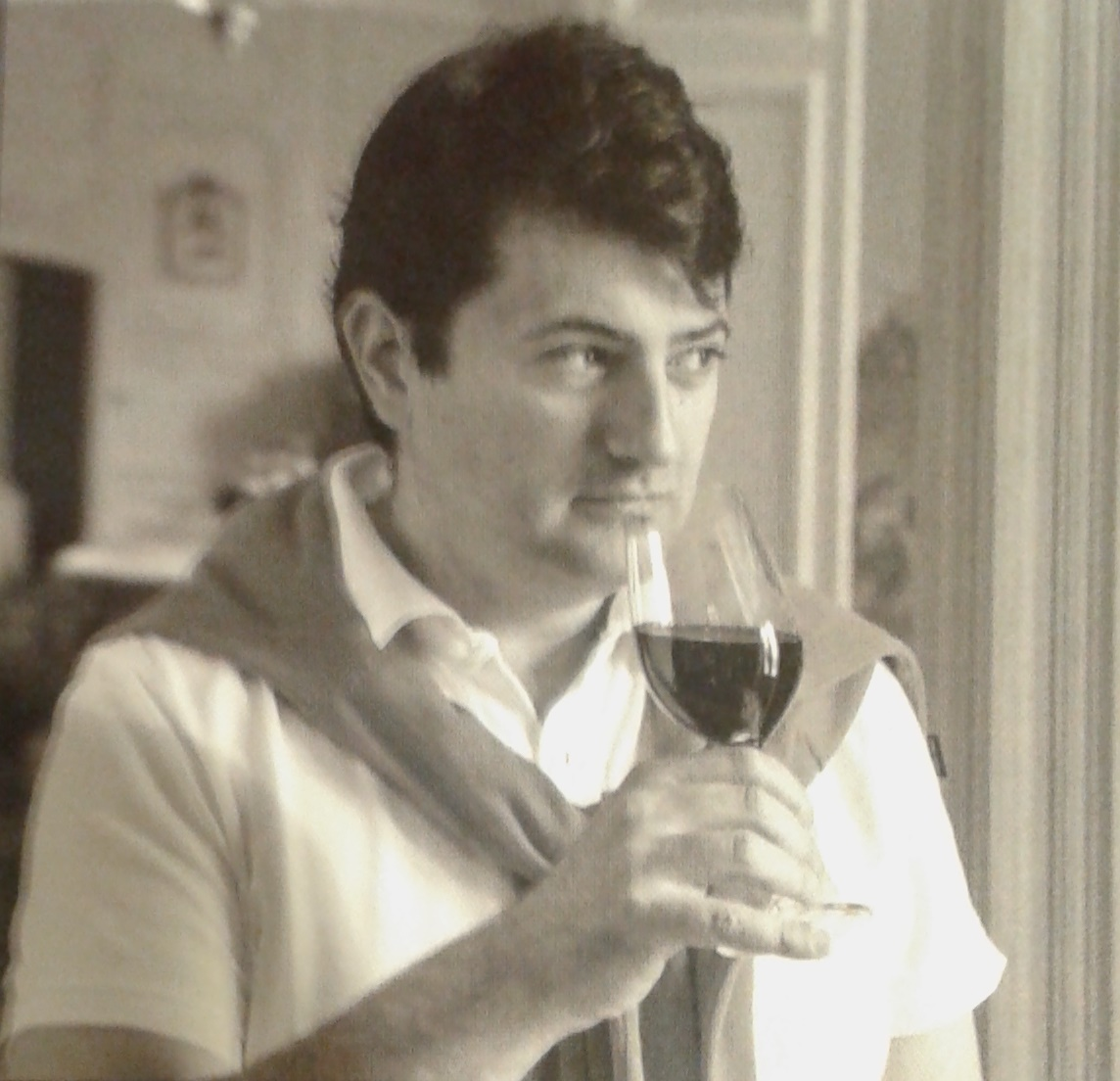
Bruno Mantovani, 2015

Bruno Mantovani (* 8. Oktober 1974 in Châtillon) ist ein französischer Komponist. Seit August 2010 ist er Direktor des Pariser Conservatoire.

## Leben
Mantovani studierte Klavier, Schlagzeug und Jazz am Konservatorium in Perpignan und besuchte ab 1993 das Conservatoire de Paris, das er mit fünf ersten Preisen abschloss. Er studierte dann an der Universität von Rouen Musikwissenschaft bei Guy Reibel und nahm 1998 bis 1999 Kurse in Informatik und Instrumentation am IRCAM.
Mantovani arbeitete mit den Ensembles TM+, Alternance und seit 2001 dem Ensemble InterContemporain zusammen, für die er auch Kompositionen verfasste. Für Concerto pour violon und Turbulences erhielt er 1999 den ersten Preis im Kompositionswettbewerb der Stadt Stuttgart, für D’un rêve parti 2001 den Gaudeamus in Amsterdam. Er erhielt 1997 ein Kompositionsstipendium der Académie des Beaux-Arts, 1999 ein Stipendium der Fondation Nadia et Lili Boulanger und 2000 den Prix Hervé Dugardin der SACEM. 2007 wurde Mantovani mit dem Belmont-Preis für zeitgenössische Musik ausgezeichnet, 2009 mit dem Titel Compositeur de l'année (Komponist des Jahres) und dem Grand prix de la musique symphonique der SACEM, 2010 mit dem Preis der internationalen Musikpresse. Ebenfalls 2010 wurde ihm der Ordre des Arts et des Lettres verliehen.

## Werke

### Instrumentalmusik
- Double jeu für Schlagzeug und Orchester, 1997
- Paysage nocturne für Saxophon und Orchester, 1997
- Quatuor de saxophones, 1997
- L'incandescence de la bruine für Sopransaxophon und Klavier, 1997
- Heiligenstadt, le 6 octobre 1802, Melodram nach Beethovens Heiligenstädter Testament für Sprecher und Ensemble, 1997
- Concerto pour violon et orchestre, 1997
- Jazz connotation für Klavier, 1998
- Turbulences für Ensemble, 1998
- Moi, jeu… für Marimba, 1999
- Bug für Klarinette, 1999
- In nomine für Cello solo und vier Celli, 1999
- Le grand jeu für Schlagzeug und Orchester, 1999
- Art d'echo für zwanzig Musiker, 2000
- D'un rêve parti für Ensemble, 2000
- Série noire für Ensemble, 2000
- Devouring time für Schlagzeug und gemischten Chor, 2000
- La morte meditata nach Texten von Giuseppe Ungaretti für Mezzosopran und Ensemble, 2000
- Früh für Flöte, 2001
- Italienne für Klavier, 2001
- You are connected  für Streichtrio, 2001
- Un mois d’octobre für Fagott und Klavier, 2001
- Appel d'air für Flöte und Klavier, 2001
- Deux pièces für Streichquartett, 2001
- Troisième round für Saxophon und Ensemble, 2001
- Les danses interrompues für Ensemble, 2001
- Haunted nights für Klarinette, Klavier und Schlagzeug, 2002
- Trio pour flûte, clarinette et piano, 2002
- Par la suite für Flöte und Ensemble, 2002
- Le sette chiese für Ensemble, 2002
- Das Erschafft des Dichter nicht für Sopran und Ensemble, 2002
- Quatre Etudes pour Piano, 2003
- Metal, 2003
- East Side, West Side, Filmmusik, 2003
- On the Dance Floor für großes Orchester, 2003
- Mit Ausdruck für Bassklarinette und großes Orchester, 2003
- Aussi für Orgel, 2003
- Zapping für Flöte und Orchester, 2004
- Six Pieces pour Orchestre, 2004
- Si près, si loin (d'une fantaisie), 2006
- Eclair de Lune, 2006
- Streets für Ensemble, 2007
- 8'20" chrono für Akkordeon, 2007
- Quintette pour Bertolt Brecht für Harfe und Streichquartett, 2009
- Postludium für Orchester, 2010

### Opern
- L'Autre côté, Oper, 2006
- Akhmatowa, Oper, 2011